# Tom Ryder
Pour les articles homonymes, voir Ryder.

a Compétitions nationales et continentales officielles uniquement.

b Matchs officiels uniquement.
Dernière mise à jour le 9 janvier 2017.
Thomas Paul Ryder, né le 23 février 1985 à Nottingham, est un joueur de rugby à XV écossais, évoluant au poste de deuxième ligne. Il compte 2 sélections avec l'équipe d'Écosse.

## Carrière
Tom Ryder commence le rugby à XV à l'âge de sept ans au Newark RFC et rejoint la Leicester Tigers Academy à seize ans. La même année, il est capitaine de l'équipe d'Angleterre des moins de 16 ans.
Il fait ses débuts dans le championnat anglais avec les Tigers contre les Saracens le 21 septembre 2003. En 2005, il rejoint les Sarries et s'impose à la fin de la saison dans le groupe. Régulièrement titulaire lors des deux saisons suivantes, il est prêté à la province néo-zélandaise de Taranaki pour participer à la Air New Zealand Cup 2008. En Août 2010, il retrouve l’Écosse en rejoignant les Glasgow Warriors, et, de fait, en 2012, il est appelé dans le groupe des 30 joueurs écossais pour préparer le tournoi des 6 nations, sans réussir toutefois à décrocher une titularisation.